# 加岛信天翁
，又作波紋信天翁、波浪信天翁，是鸌形目信天翁科信天翁屬下的一種鳥類。這個物種是由英國鳥類學家奧斯伯特·薩爾文於1883年描述的中型信天翁，主要以魷魚及魚類為食。這種鳥類幾乎僅於加拉巴哥群島上的艾斯潘諾拉島繁殖，並在該群島及厄瓜多、秘魯之間的海域活動，是一種加拉巴哥群島的特有種生物，也是唯一一種終生在熱帶地區生存的信天翁。:206
這種鳥類主要因兩個緣由而被認為是相對原始的信天翁，一是體色較為簡單、二是因為其獨有的繁殖型態。其頭部為白色，而脖子以下則都為深色的羽毛，並有著嗅覺發達的黃色鳥喙，雌雄相似。:199而繁殖時，這種鳥類主要是一夫一妻制，有著特別的求偶儀式，但牠們並不像其他信天翁一樣築巢，而是會帶著蛋在繁殖地周遭四處移動。:205每年繁殖季中只產一枚卵，約兩個月後孵化，而幼鳥在五個半月後有能力離巢及飛行，並在5—6年後回來繁殖。:202
由於其相當長的繁殖週期、特殊孵化習性所帶來的不穩定繁殖成功率，再加上主要來自漁業跟聖嬰現象的威脅等因素，其數量在1999年起被證實有所下降。並加上其過於單一的繁殖地，自2006年起在《國際自然保護聯盟瀕危物種紅色名錄》中被評為極危物種。

## 物種分類與命名
該物種由英國鳥類學家奧斯伯特·薩爾文於1883年發表的文章首次被描述，其描述的標本由英國皇家海軍兼探險家阿爾伯特·哈斯廷斯·馬卡姆船長所領導的船隊於1881年12月時在祕魯卡亞俄附近的海灣獲得。當時命名為，被歸於現今的大信天翁属下。
|  | 黑背信天翁 |
|  |            |
|  | 黑腳信天翁 |
|  |            |

|  | 加拉巴哥信天翁 |
|  |                |
|  | 短尾信天翁     |
|  |                |

|  | 黑背信天翁 |
|  |            |
|  | 黑腳信天翁 |
|  |            |

|  | 加拉巴哥信天翁 |
|  |                |
|  | 短尾信天翁     |
|  |                |

|  | 黑背信天翁 |
|  |            |
|  | 黑腳信天翁 |
|  |            |

|  | 加拉巴哥信天翁 |
|  |                |
|  | 短尾信天翁     |
|  |                |

|  | 黑背信天翁 |
|  |            |
|  | 黑腳信天翁 |
|  |            |

|  | 加拉巴哥信天翁 |
|  |                |
|  | 短尾信天翁     |
|  |                |

|  | 黑背信天翁 |
|  |            |
|  | 黑腳信天翁 |
|  |            |

|  | 加拉巴哥信天翁 |
|  |                |
|  | 短尾信天翁     |
|  |                |

|  | 黑背信天翁 |
|  |            |
|  | 黑腳信天翁 |
|  |            |

|  | 加拉巴哥信天翁 |
|  |                |
|  | 短尾信天翁     |
|  |                |

|  | 黑背信天翁 |
|  |            |
|  | 黑腳信天翁 |
|  |            |

|  | 加拉巴哥信天翁 |
|  |                |
|  | 短尾信天翁     |
|  |                |

|  | 黑背信天翁 |
|  |            |
|  | 黑腳信天翁 |
|  |            |

|  | 加拉巴哥信天翁 |
|  |                |
|  | 短尾信天翁     |
|  |                |

信天翁科內的親屬分類在過去一直相當混亂，並一度將其下不同物種劃分至12個屬內。在1965年時，學者們為了簡化其分類，所有信天翁科下的成員被重新分至兩個屬內，而加拉巴哥信天翁當時並未有更動並留在大信天翁属內。但隨著1996年信天翁科各成員的线粒体DNA親緣研究發表後，這些物種被重新劃分為四個屬，其中加拉巴哥信天翁與一部份信天翁被重新分類信天翁屬內至今。
屬名來自希臘語，指的是「預言家」或者「女先知」。:303當時建立該屬名稱的德國鳥類學家路德維希·賴興巴赫並未有交代命名原因，被推測是因為在當時的年代中，信天翁可用於推敲風向跟陸地的方向，是富含神秘意義跟預言性質的鳥類。種名則是源自拉丁語動詞，意為「被露水覆蓋」或「被潑灑」。:207而其英文名稱「Waved albatross」源自於成鳥翅膀上的波浪狀圖案。
加拉巴哥信天翁為單型種，沒有亞種變化。這種鳥類因為其簡單的色彩跟不築巢的習性，被認為是信天翁中較為原始的物種，甚至可能為最早自共同祖先內分支出來的物種。

## 形態描述

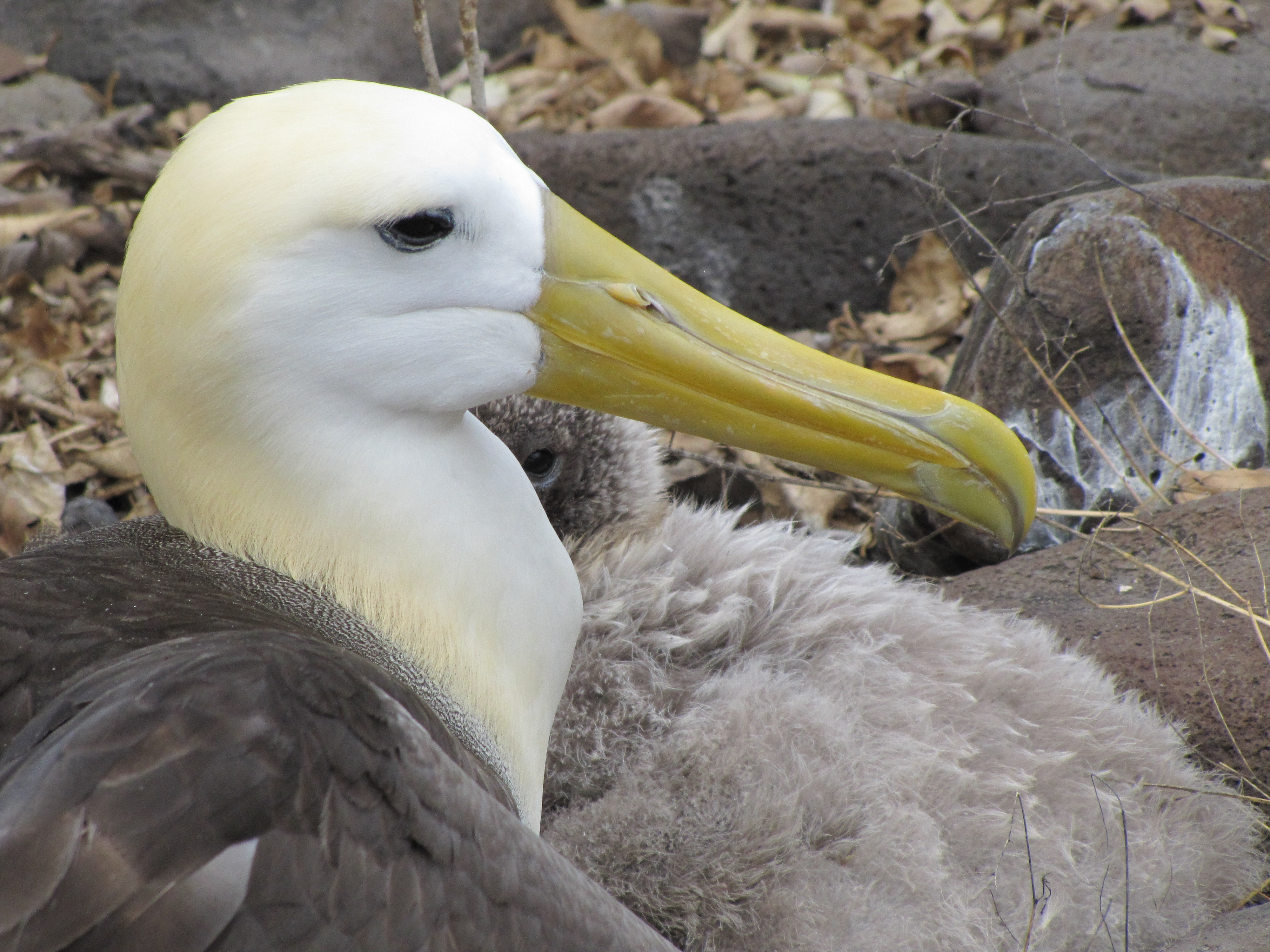
加拉巴哥信天翁的頭部放大圖

加拉巴哥信天翁的體長介於80—93公分（平均約89公分），體重約7英磅（3.2）—11英磅（5.0）（平均3.38公斤，其中雄鳥3.75公斤、雌鳥3.04公斤）。其鳥喙寬平均2.4公分、深平均3.7公分、嘴峰長平均约15.1公分；翼展230—250公分，翼長平均53.5公分；跗蹠平均長10.1公分；尾長平均13.9公分。站立時的身高大約為近人類腰部的接近1公尺。該物種的平均壽命為30—40歲，而目前被發現的最老個體約為38或41歲的個體，但被認為由於上環時間的問題可能不精確。在信天翁中屬於中型大小，而加拉巴哥群島上則是體型最大的鳥類之一。
加拉巴哥信天翁有著白色的頭部，而胸腹上有深色的羽毛，這是唯一一種擁有此種顏色分佈的信天翁。:199牠們具有相對長的脖子、鳥喙和尾巴。眼睛為深褐色並有狹窄的黑色眼圈。其鳥喙相當巨大且為黃色（尖端可能偏綠），在鳥喙兩側有管狀的鼻孔；而鹽腺也會將多餘的鹽分自鼻孔處排出，這讓牠們有能力可以直接飲用海水。除了頭頸部顏色較淡，頭頂跟頸背上可能帶有些許黃色調之外，這種鳥類的整體羽毛主要呈深褐色，並在頸胸之間產生了繁複的深淺交錯花紋。翅膀內側為白色，帶有深色的翼緣。尾巴底部有褐色條紋，腳部呈藍色或灰色。雌雄外表相似，但雄性通常稍大於雌性。
這種鳥類也有著相當敏銳的嗅覺，其嗅覺相關的區域佔據了其大腦約37％的體積。

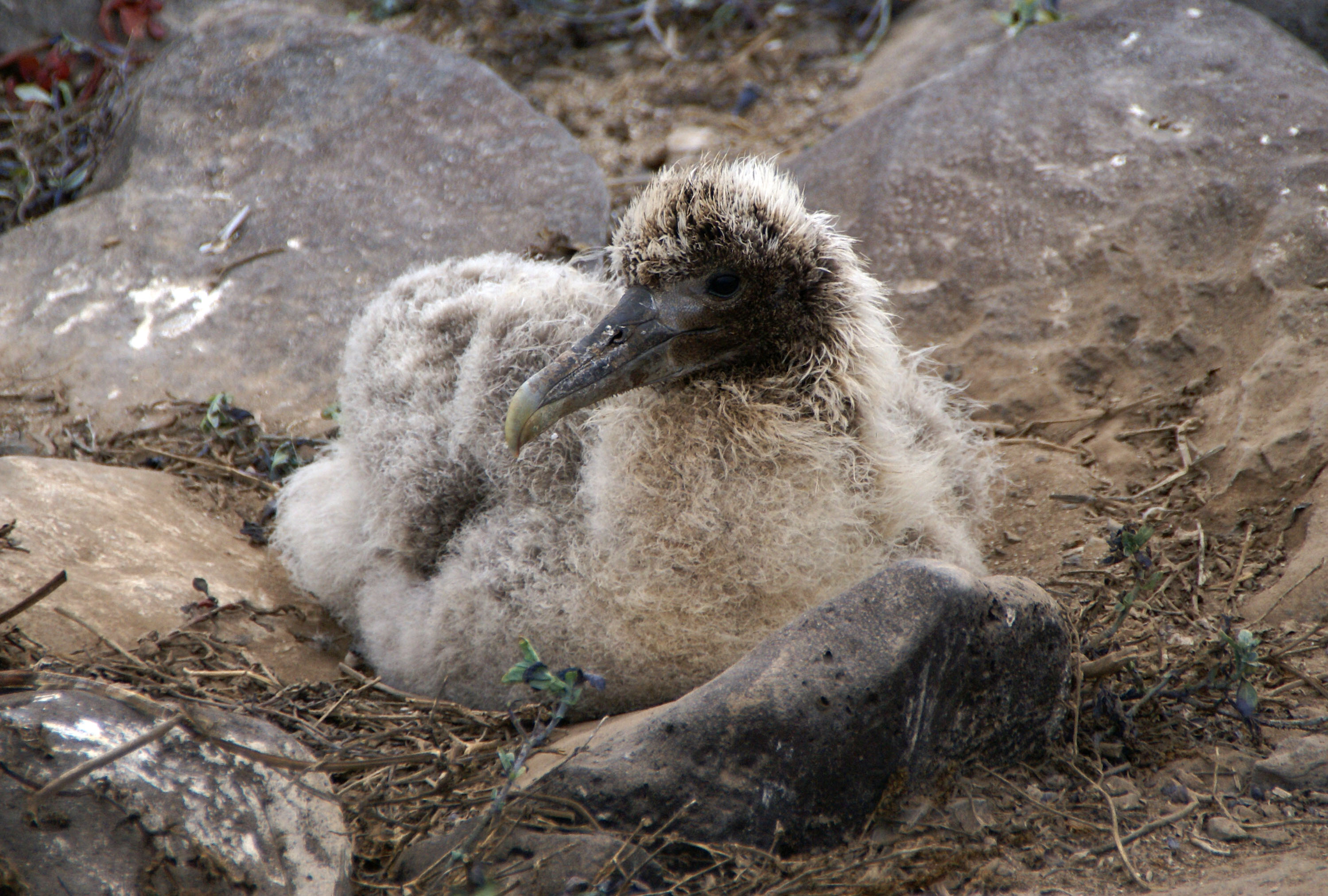
幼鳥的可能顏色之一

亞成鳥與成鳥相似，但頭部較白，嘴巴顏色較暗。而剛孵化的雛鳥跟幼鳥則呈棕色跟白色之間的任何色調。
其身形總體上並不像其他有分佈於秘魯的信天翁，而是與南方巨鸌等巨鹱属鳥類相似。與南方巨鸌相比時，南方巨鸌的體型較為粗壯，而鳥喙較短；而鳥喙顏色也明顯不同。而跟布爾氏信天翁相比時，布爾氏信天翁的下翅面有著明顯的粗黑條紋且體型較小。

## 棲息地與分佈
加拉巴哥信天翁是唯一一種終生在熱帶氣候中度過一生的鳥類，牠們並不在一般信天翁通常活動的緯度30—55度之間的海域上覓食，而是仰賴秘魯涼流所帶來的魚類作為食物，在接近赤道的厄瓜多跟秘魯外海繁殖。:49牠們僅於兩座厄瓜多島嶼上繁殖，一座是加拉巴哥群島中的艾斯潘諾拉島，幾乎所有的加拉巴哥信天翁都在該缺乏淡水、灌木叢生的小島南海岸上繁殖。:206:126而另一座島嶼是位於馬查利亞國家公園內的拉普拉塔岛，但後者通常不會有超過20對成鳥繁殖。
而1—3月之間的非繁殖季期間，這種信天翁會在北緯4度至南緯15度之間的厄瓜多和秘魯的海岸水域上活動。最遠在一月中旬至三月中旬之間可至祕魯帕拉卡斯國家保護區的獨立灣（Independence Bay），但在聖嬰現象發生的年份中，其範圍可能會更進一步南至智利中部地區。
其繁殖的棲息地多位於裸露的火山岩地上，並有牧豆樹或金合歡屬等灌木環繞的相對開闊地區中。分佈自海平面到海拔215公尺高的地方。

## 習性

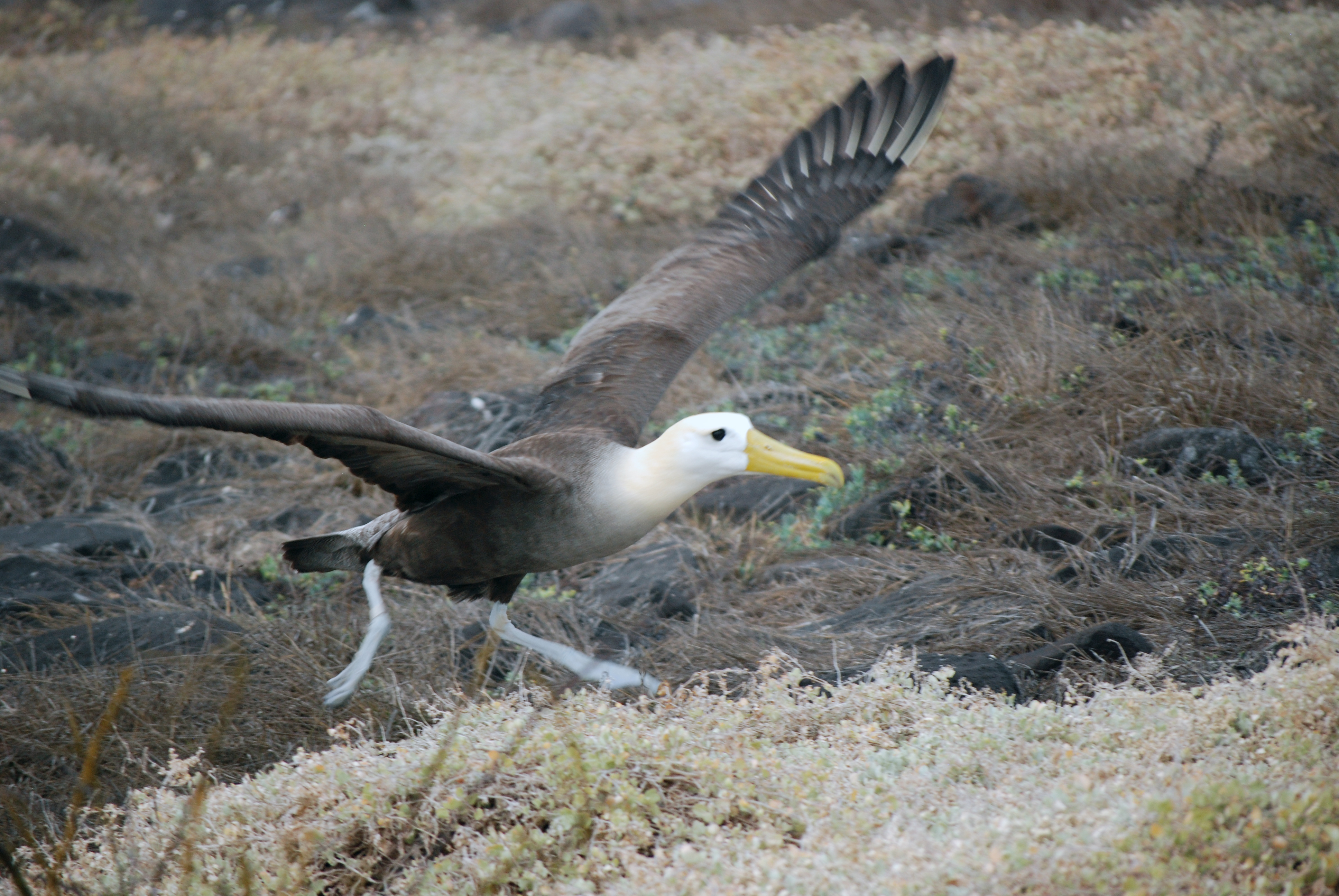
正在助跑起飛的加拉巴哥信天翁

加拉巴哥信天翁是一種遠洋性的鳥類，是能夠長時間滑翔（可達數小時）而無需拍打翅膀的熟練飛行者。但比起其他信天翁而言，由於加拉巴哥群島的風勢相對不大，這種信天翁往往需要在空中多拍動數次翅膀。牠們也同時因其體型構造的緣故，在起飛時往往需要助跑並拍動翅膀以乘著風；如果沒有風，還可能會被困在水面上數小時，直到風勢足夠強勁以帶著信天翁起飛。降落時，加拉巴哥信天翁碰撞到其他物體的情況也不算罕見，而在較為極端的情況下還可能會摔斷其脆弱的翅膀骨頭。

### 食性
加拉巴哥信天翁主要以魚、烏賊和少數其他無脊椎動物（如甲殼類）為食。這種鳥類主要在夜間覓食，並常常利用烏賊在夜間時靠近海面的習性捕食；不過在白天時也會花時間獵食。由於信天翁的飛行機動性較差，牠們通常會於水面上漂浮，然後在獵物沒察覺而游向水面時用鳥喙咬住。
據衛星追蹤的調查顯示，這種鳥類可移動到秘魯涼流上升帶的水域覓食或攜帶食物給幼鳥，這一來一往的行程可達3000公里遠。但在育雛期間，負責照顧雛鳥的成鳥，其覓食範圍會縮至加拉巴哥群島約100公里的範圍附近。
目前有發現提供給幼鳥的食物包含：魷魚如真鱿科、帆魷科、八腕魷科、手魷科、鉤魷、爪魷科和角鱗魷科；而飛魚及一種等足目甲殼類也被記錄過。
這種鳥類會與軍艦鳥屬的鳥類一同加入盜食寄生的行列。:202曾被目擊到會攻擊一些鲣鸟属鳥類，逼牠們吐出剛從潛水中捕獲的食物。:202牠們也會從船上撿拾丟棄的食物殘渣來吃，如一些動物脂肪。並發現會與其他物種的覓食群體一同出現，包含真海豚、藍腳鰹鳥、藍臉鰹鳥、麗色軍艦鳥、白臀洋海燕、加拉巴哥叉尾海燕及加拉巴哥海獅。

### 繁殖
加拉巴哥信天翁的繁殖季從三月至隔年一月之間，是採終身「一夫一妻制」的群體繁殖。但這裡的一夫一妻並非傳統定義上的，而是社會方面上的單配偶，因為這種物種有時會照顧到非親生的幼鳥，並還有配偶外交配的情形發生，但原因仍不明。通常雄鳥會在3月底時率先返回棲息地，並偏好捍衛自己去年的領地範圍。任何靠近該約40平方公尺範圍的雄鳥都可能會被其攻擊，但在6—10天之後回來的雌鳥則不會被其攻擊，並進行交配。
在其求偶過程中，牠們會利用其相對短小的腿部作為其求偶展示的一部分，一邊走路一邊晃頭；並包含一系列鳥喙繞圈、碰撞、點頭、搖擺、理毛和類似牛叫的聲音。:199, 203但這種配對行為通常出現於繁殖季末期，會影響的通常都是隔一年的繁殖季的情形。且若對象為新的伴侶、或當年未有成功繁殖的配對，這種求偶舞蹈通常會更為複雜及漫長。
- 常見的數種求偶動作[13]

常見的數種求偶動作
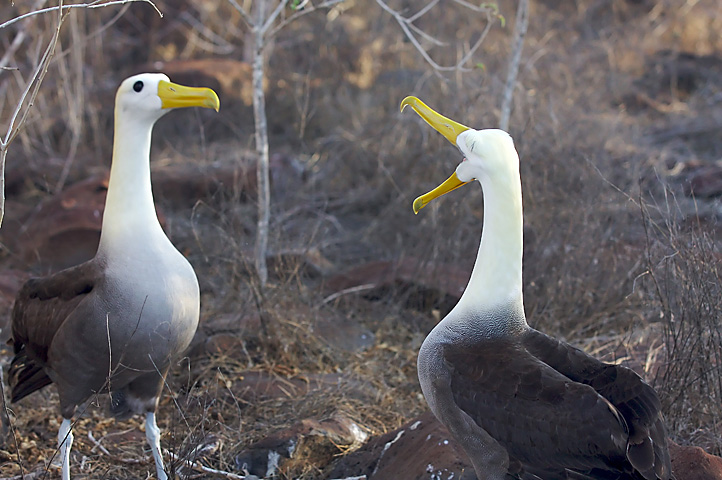
張開鳥喙
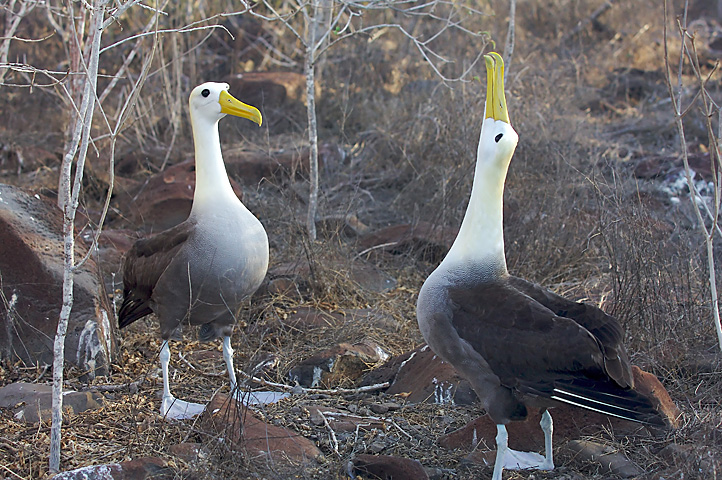
鳥喙指天
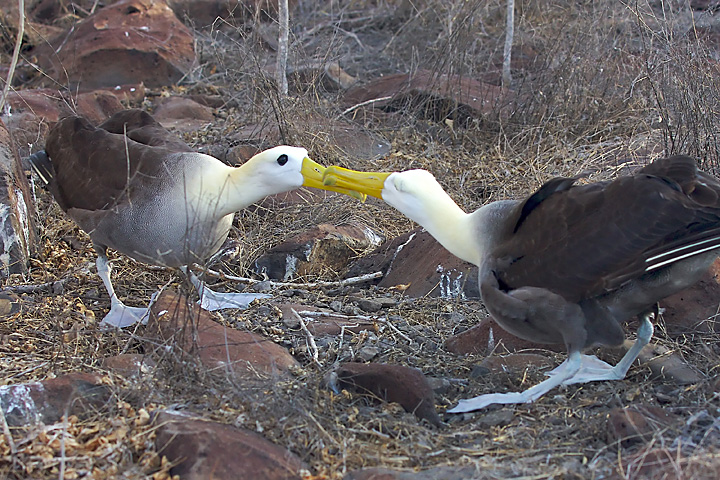
雙方鳥喙繞圈

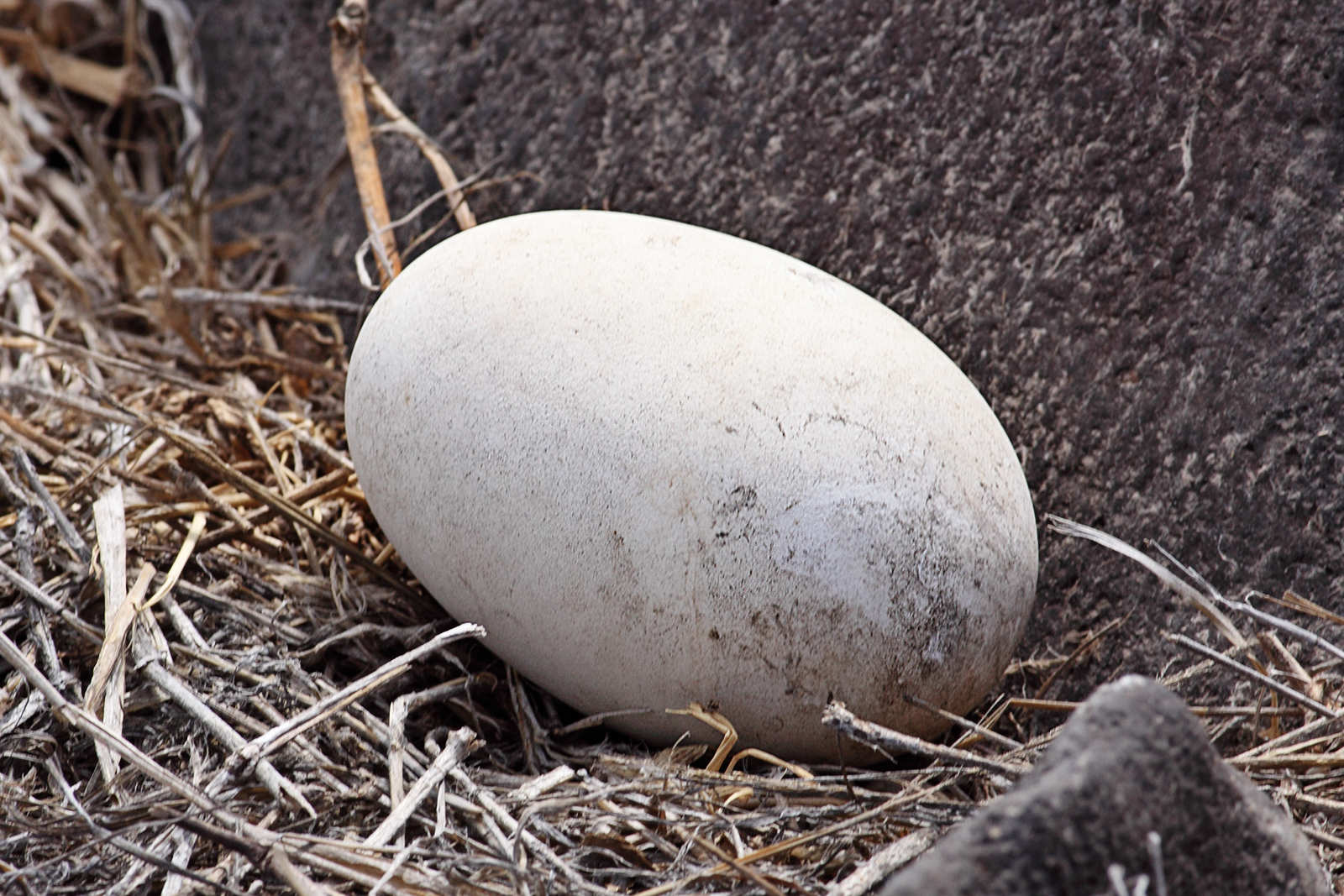
一枚加拉巴哥信天翁的卵，攝於艾斯潘諾拉島

加拉巴哥信天翁會於每年四月中旬至六月之間產下一枚白色的卵，通常有經驗的老鳥會傾向較早產卵，而前一年繁殖成功的配對則會較晚。這種鳥類是整個信天翁科下中唯一一種直接在岩石地表上孵卵而不築巢的物種，在其約兩個月的孵化期間內，卵可能會被成鳥帶著「散步」——牠們會把卵夾在雙腿的跗骨之間在岩石地表上向前移動，並因此導致卵可能會滾到離原地50公尺以外的地方。:200, 205這種特殊的孵卵方式被稱之為「移動孵化」（Mobile incubation）。這也因此使約10％甚至80％的卵破裂、掉入裂縫或凹處中而無法成功孵化。:205但似乎也使卵本身發展出了驚人的生存耐性：一枚卵可被成鳥中斷六天的孵化保暖後，仍可成功孵化出一隻雛鳥；甚至在被中斷15天孵化的卵內發現存活的胚胎。目前這種鳥類這樣滾動卵的具體原因尚不清楚，並已有多種推測的說法：避免有害的鄰居或掠食者侵擾巢穴、增加個體被其他非親生父母的臨時收養機會等。
卵的平均大小為長106.3公釐、寬69.2公釐，而重量平均約284公克，可達雌鳥本身體重的11％，而且要消耗大量能量才能下蛋。這導致雌鳥在產卵後就常常立即出海覓食，並把孵化的責任交給雄鳥。
在雛鳥孵化幾個星期後，雛鳥會開始被留在一個跟其他雛鳥組成群體中，讓雙親可以離開覓食。雙親會在覓食完回來後，會吐出一種經預先消化的油質液體哺育給雛鳥餵食。雙親會每三至四周交換一次負責的任務，直到幼鳥在孵化後的約五個半月（170天），這些小鳥將開始有足夠能力飛行。脫離雙親照顧後的亞成鳥將在海上度過長達5—6年的時間後，再回來哺育下一代。:202

### 叫聲
加拉巴哥信天翁在海面上時通常相當安靜，但在求偶展示時會發出長而響亮的「whoo-oo」聲。而在競爭食物時會發出咕咕、尖叫或類似漱口的聲音。

## 威脅與天敵

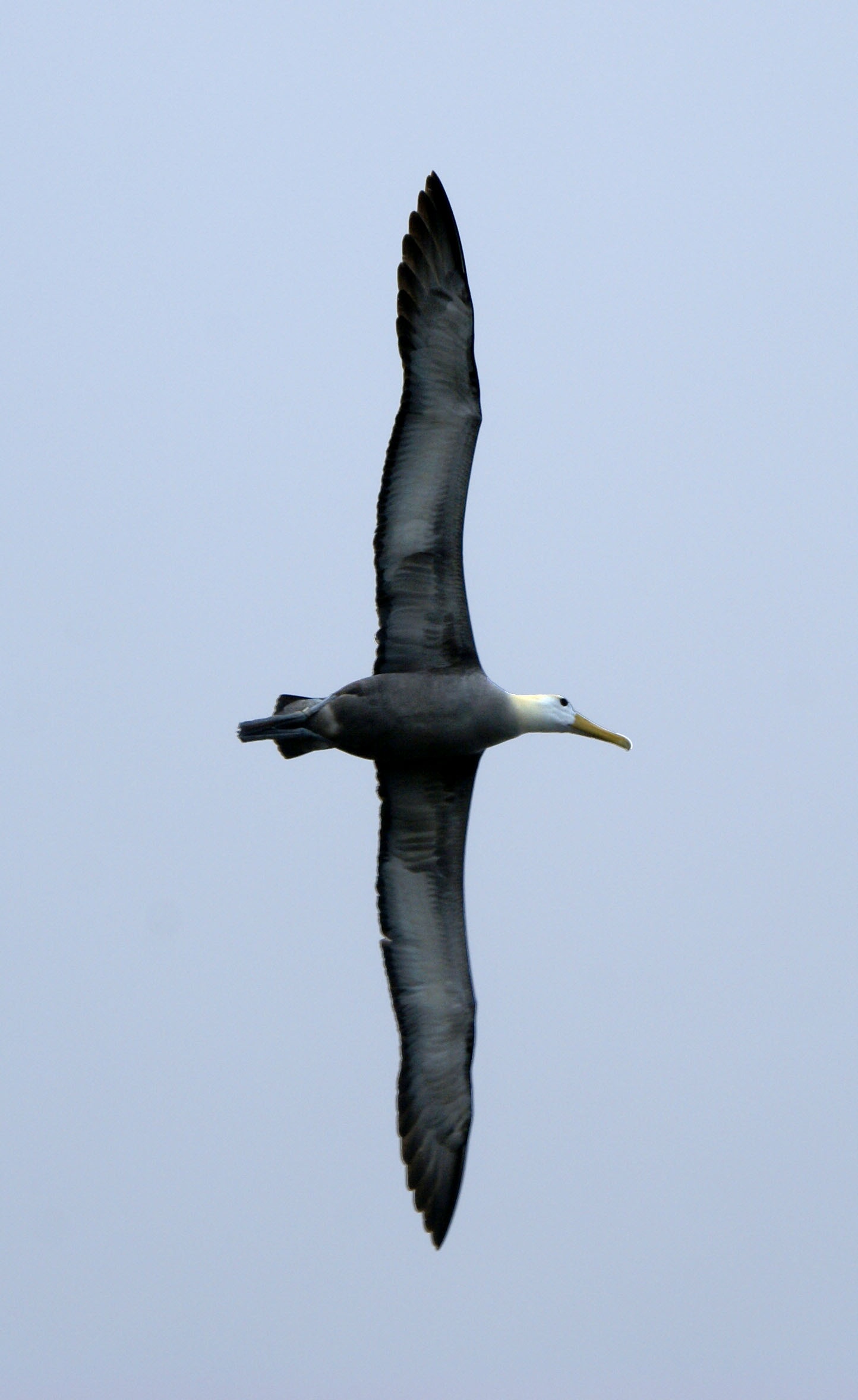
加拉巴哥信天翁的飛行仰視圖

這個物種所遭遇的最大威脅來自於人類的漁業活動，使用延绳捕鱼及流刺網的船隻所佈下的數百英里長的魚鉤跟漁網往往會吸引加拉巴哥信天翁上鉤，並因此導致這些鳥類被拖入水中而被淹死。在一年內的統計顯示2500隻被標記的成鳥有1％最終死在漁網上。而當地的漁民本身也有直接迫害這些信天翁的情況，理由包含：遠洋航行上的食物不足、對鳥肉的偏好、蒐集鳥腳上的繫放環、羽毛貿易或甚至只是因為無聊，表明他們對信天翁的保育狀況缺乏相關意識。
海洋汙染、油污染及化學汙染也是迫害牠們的可能因素之一。並有報導指出曾有鳥隻攝入塑膠製品而導致死亡的情況，但被認為並非相當嚴重的威脅。2017年起也有報告指出幼鳥被遭到禽痘病毒感染的情形，並已導致了較高死亡率：14隻感染的幼鳥中有6隻最終死亡。並也有報導其他寄生蟲或細菌寄生的情形。
聖嬰現象的發生會使其繁殖成功率幾乎降至零。在異常潮濕的年份裡，過於豐富的外來蒼蠅、蚊子及茂盛的植被會造成成鳥遺棄蛋和幼鳥。:204若雙親有一方未能定期回歸換班，往往也會導致幼鳥被拋棄並使今年的繁殖失敗。而領嘲鶇、加拉巴哥鵟及短耳鸮的加拉巴哥亞種都被發現可能會掠食其卵或雛鳥。
在過去，曾經被引入艾斯潘諾拉島上的家山羊在野化之後，除了導致該島的加拉帕戈斯象龜差點完全消失，也導致加拉巴哥信天翁的棲息地被破壞。不過自1978年後當地的山羊被完全清除之後，此威脅已不存在。但卻因為植被回復生長而間接增加了探查該島信天翁築巢區域的難度。

## 數量與保護情況
1970年代，其族群數量估計約為50000—70000隻，其中包括約12000對成鳥；1994年時則估計有15600—18200對；而2001年一份不完全的統計估計至少有34694隻加拉巴哥信天翁。成鳥的死亡率過去大約為每年約4％，但在1999年至2005年間為則上升至每年約6—7％。而2007年起的族群下降速度來到了每年6.3％。
這種鳥類主要繁殖的島嶼——艾斯潘諾拉島已被國際鳥盟列入重点鸟区之一，以保護加拉巴哥信天翁、領嘲鶇、加拉帕戈斯象龜及加拉巴哥熔岩蜥蜴在內的特有生物。整個加拉巴哥群島附近的海域也被列入保護區內被禁止捕魚，並鼓勵保護區外的附近漁民使用驅鳥繩及水下投繩等措施以避免吸引加拉巴哥信天翁前來食餌。並有研究認為將其移動孵化所丟失的卵拾回會有助於其繁殖成功率上升。
而拉普拉塔島目前則管理較為不足，該島存在許多老鼠、貓以及山羊，並可能有人類非法拾蛋跟幼鳥的情形存在。
因為其過度狹小的繁殖地點（幾乎只在艾斯潘諾拉島上），在《國際自然保護聯盟瀕危物種紅色名錄》中的紀錄，自1988年被評為近危物種起，至2000年起被評為易危物種。到了2006年開始，陸續有研究證實族群在1994—2001年間有所下降，因而被列入極危物種至今。
- 《信天翁與水薙鳥保育協定（英语：Agreement on the Conservation of Albatrosses and Petrels）》（ACAP）保育物種[35]

## 外部連結
- VIREO上加拉巴哥信天翁的圖片
- Xeno-canto上加拉巴哥信天翁的叫聲 （页面存档备份，存于）
- 繪有加拉巴哥信天翁的郵票收藏網站 （页面存档备份，存于）
- 加拉巴哥信天翁的求偶儀式影片紀錄 （页面存档备份，存于）
- 加拉巴哥信天翁的生態 （页面存档备份，存于）——林德布拉德探险公司（英语：Lindblad Expeditions）的影片紀錄
- 信天翁與水薙鳥保育協定組織介紹資料 （页面存档备份，存于）